# Дубровщик Володимир Володимирович
Володимир Володимирович Дубровщик  (біл. Уладзімір Уладзіміравіч Дуброўшчык, нар. 7 січня 1972, Гродно, Білорусь) — білоруський легкоатлет, що спеціалізується на метанні диска, срібний призер Олімпійських ігор 1996 року, чемпіон Європи, призер чемпіонату світу.

## Кар'єра
| Рік                  | Змагання                       | Місто                | Місце            | Примітки         |                  |
| Представник СРСР     | Представник СРСР               | Представник СРСР     | Представник СРСР | Представник СРСР | Представник СРСР |
| -------------------- | ------------------------------ | -------------------- | ---------------- | ---------------- | ---------------- |
| 1991                 | Чемпіонат Європи серед юніорів | Салоніки, Греція     | 1                | 60.58 м          |                  |
| Представник Білорусь |                                |                      |                  |                  |                  |
| 1994                 | Чемпіонат Європи               | Гельсінкі, Фінляндія | 1                | 64.78 м          |                  |
| 1995                 | Чемпіонат світу                | Гетеборг, Швеція     | 2                | 65.98 м          |                  |
| 1996                 | Олімпійські ігри               | Атланта, США         | 2                | 66.60 м          |                  |
| 1997                 | Чемпіонат світу                | Афіни, Греція        | 4                | 66.12 м          |                  |
| 1997                 | Універсіада                    | Сицилія, Італія      | 1                | 66.40            |                  |
| 1998                 | Чемпіонат Європи               | Будапешт, Угорщина   | 6                | 63.96 м          |                  |
| 1999                 | Чемпіонат світу                | Севілья, Іспанія     | 7                | 64.00 м          |                  |
| 2000                 | Олімпійські ігри               | Сідней, Австралія    | 7                | 65.13 м          |                  |
| 2001                 | Чемпіонат світу                | Едмонтон, Канада     | 13               | 61.73 м          |                  |